# Typhon Xangsane
Le typhon Xangsane a frappé l'Asie du Sud-Est entre le 25 septembre et le 2 octobre 2006. Il a été nommé par l'agence météorologique du Japon le 26 septembre par le terme « Xangsane » qui signifie « éléphant ». D'importantes précipitations se sont abattues sur l'archipel des Philippines. Le gouvernement a décidé de fermer les écoles, les marchés financiers et les administrations de la région de Manille.
La tempête a fait au moins 312 morts, principalement aux Philippines et au Vietnam, et au moins 750 millions de dollars de dégâts,,. Au Vietnam, il a provoqué des inondations importantes et le bilan humain y est lourd : plus de 190 personnes. Le typhon a également occasionné la destruction de plus de 65 000 maisons aux Philippines.